# William Burleigh
William Burleigh (* 24. Oktober 1785 in Northwood, Rockingham County, New Hampshire; † 2. Juli 1827 in South Berwick, Maine) war ein US-amerikanischer Politiker. Zwischen 1823 und 1827 vertrat er den Bundesstaat Maine im US-Repräsentantenhaus.

## Werdegang
Im Jahr 1788 zog William Burleigh mit seinen Eltern nach Gilmanton. Dort besuchte er die öffentlichen Schulen. Danach begann er selbst für einige Jahre als Lehrer zu unterrichten. Nach einem anschließenden Jurastudium und seiner im Jahr 1815 erfolgten Zulassung als Rechtsanwalt begann er in South Berwick, das damals noch zu Massachusetts gehörte, in seinem neuen Beruf zu praktizieren. Nach der Gründung von Maine im Zusammenhang mit dem Missouri-Kompromiss von 1820 fiel Burleighs Heimat an den neuen Staat.
Politisch war Burleigh Mitglied der Demokratisch-Republikanischen Partei. In den 1820er Jahren schloss er sich der Fraktion um den späteren Präsidenten John Quincy Adams an. Bei den Kongresswahlen des Jahres 1822 wurde er im ersten Wahlbezirk von Maine in das US-Repräsentantenhaus in Washington, D.C. gewählt. Dort trat er am 4. März 1823 die Nachfolge von Joseph Dane an. Nach zwei Wiederwahlen konnte er bis zu seinem Tod am 2. Juli 1827 im Kongress verbleiben. In dieser Zeit erlebte er die heftigen politischen Auseinandersetzungen zwischen den Anhängern seiner Partei und denen von Andrew Jackson. Aus Jacksons Parteigängern entstand wenig später die Demokratische Partei. Zwischen 1825 und 1827 war Burleigh Vorsitzender des Ausschusses zur Überwachung der Ausgaben des Finanzministeriums.
William Burleigh war der Vater von John H. Burleigh (1822–1877), der zwischen 1873 und 1877 ebenfalls den Staat Maine im Kongress vertreten sollte.